# 18 Ans après
Série
Trois Hommes et un couffin
(1985)
Pour plus de détails, voir Fiche technique et Distribution.
18 Ans après est un film français réalisé par Coline Serreau et sorti en 2003. C’est la suite de Trois Hommes et un couffin, sorti en 1985.

## Synopsis
Dix-huit ans après avoir été recueillie par ses « trois pères » (son père biologique et ses amis colocataires), Marie obtient son bac et passe l'été dans le midi avec Sylvia, sa mère revenue d'Amérique. Celle-ci est accompagnée de son époux californien, qui a deux fils. Les premières amours se nouent et se dénouent sous les yeux effarés des trois pères qui voient l'enfance de Marie s'enfuir au galop et leurs relations avec les femmes se compliquer gravement.

## Fiche technique
- Titre : 18 Ans après
- Réalisation : Coline Serreau
- Scénario : Coline Serreau
- Montage : Catherine Renault
- Musique : Coline Serreau
- Genre : comédie romantique
- Pays de production :  France
- Durée : 90 minutes
- Production : 2001
- Date de sortie : France : 5 février 2003
- Box office : 1 552 538 d'entrées (France)[1]
- Budget : 10 980 000 €[1]

## Distribution
- Madeleine Besson : Marie
- Roland Giraud : Pierre
- Michel Boujenah : Michel
- André Dussollier : Jacques
- Philippine Leroy-Beaulieu : Sylvia
- Line Renaud : Julie
- Annick Alane : la pharmacienne
- Evelyne Buyle : Natacha
- Lolita Chammah : Ludovica
- Marie-Sophie L. : Barbara
- James Thierrée : Arthur
- Philippe Vieux : Jean-René
- Ken Samuels : John
- Grégoire Lavollay-Porter : Jack
- Nathanaël Serreau : Amos
- Jeanne Marine : Zouzou
- Carole Thibaut : Lydia
- Luce Mouchel : Hélène

## Réception critique
Sur le site Allociné, qui recense 8 critiques de presse, le film obtient la note moyenne de 2,9.
Pour Le Temps, 18 Ans après est la « suite baveuse » d'une comédie culte avec des « cadrages laids » et des « lumières fuyantes ».